# Haplochromis dolorosus
Haplochromis dolorosus es una especie de peces de la familia Cichlidae en el orden de los Perciformes.

## Morfología
Los machos pueden llegar alcanzar los 12 cm de longitud total.

## Distribución geográfica
Se encuentra en el río Chambura (África Oriental ).